# 段葛

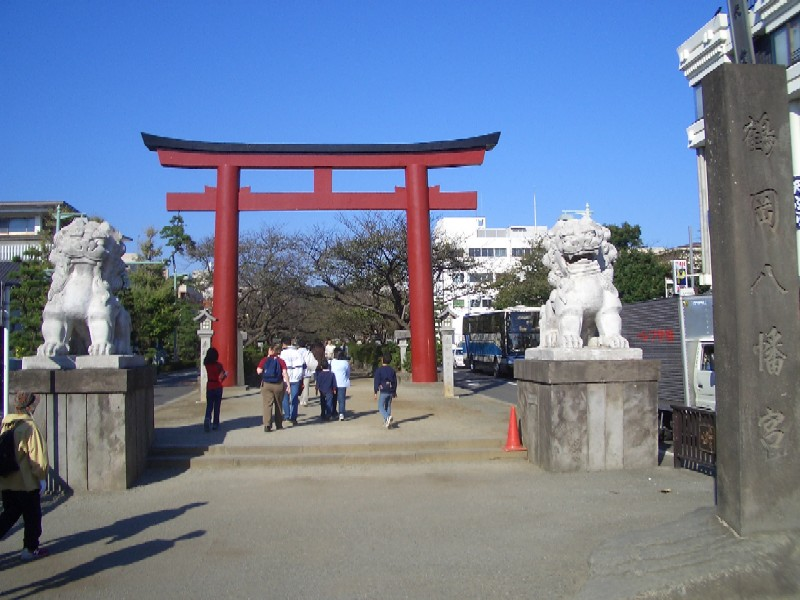
段葛、二の鳥居付近（2005年11月） 平成の改修前

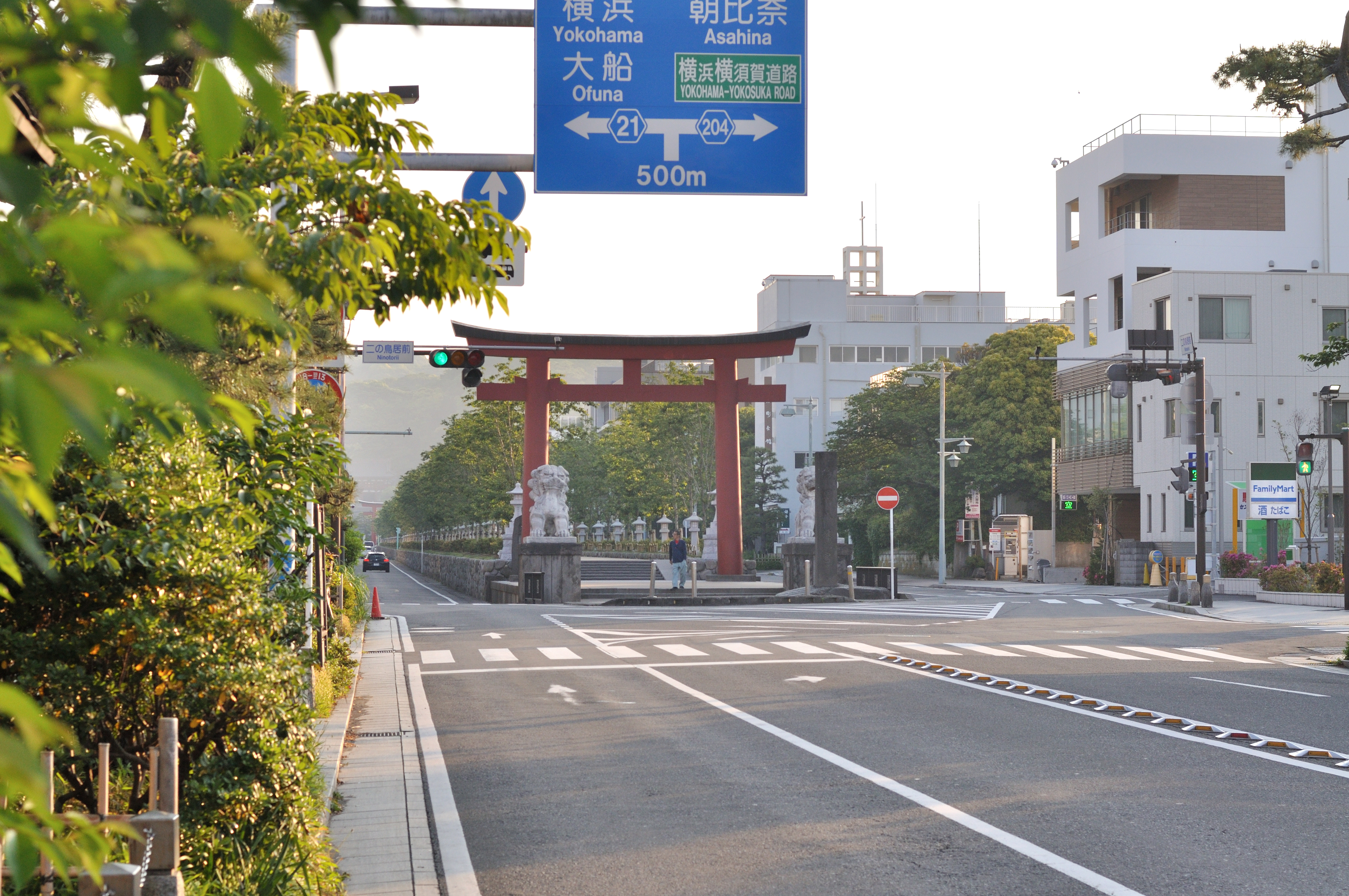
段葛、二の鳥居付近（2017年5月）
改修後。石灯籠が統一されているのが判る

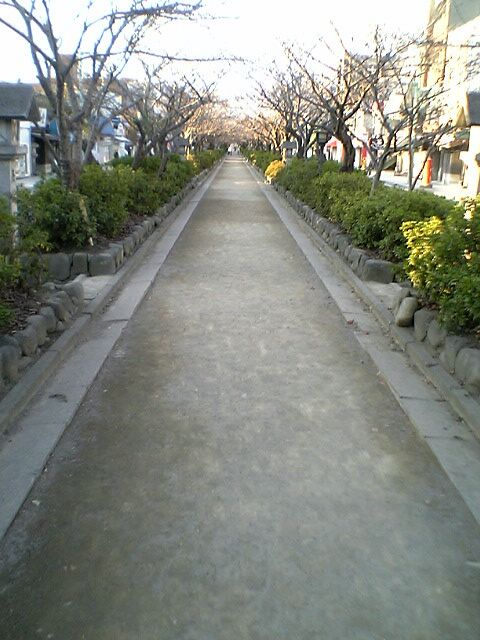
段葛（2005年11月）
二の鳥居方向（手前）から、三の鳥居方向（奥）を見る。
右側に鉄製の灯籠（手前）と石灯籠（奥）が並んでいる

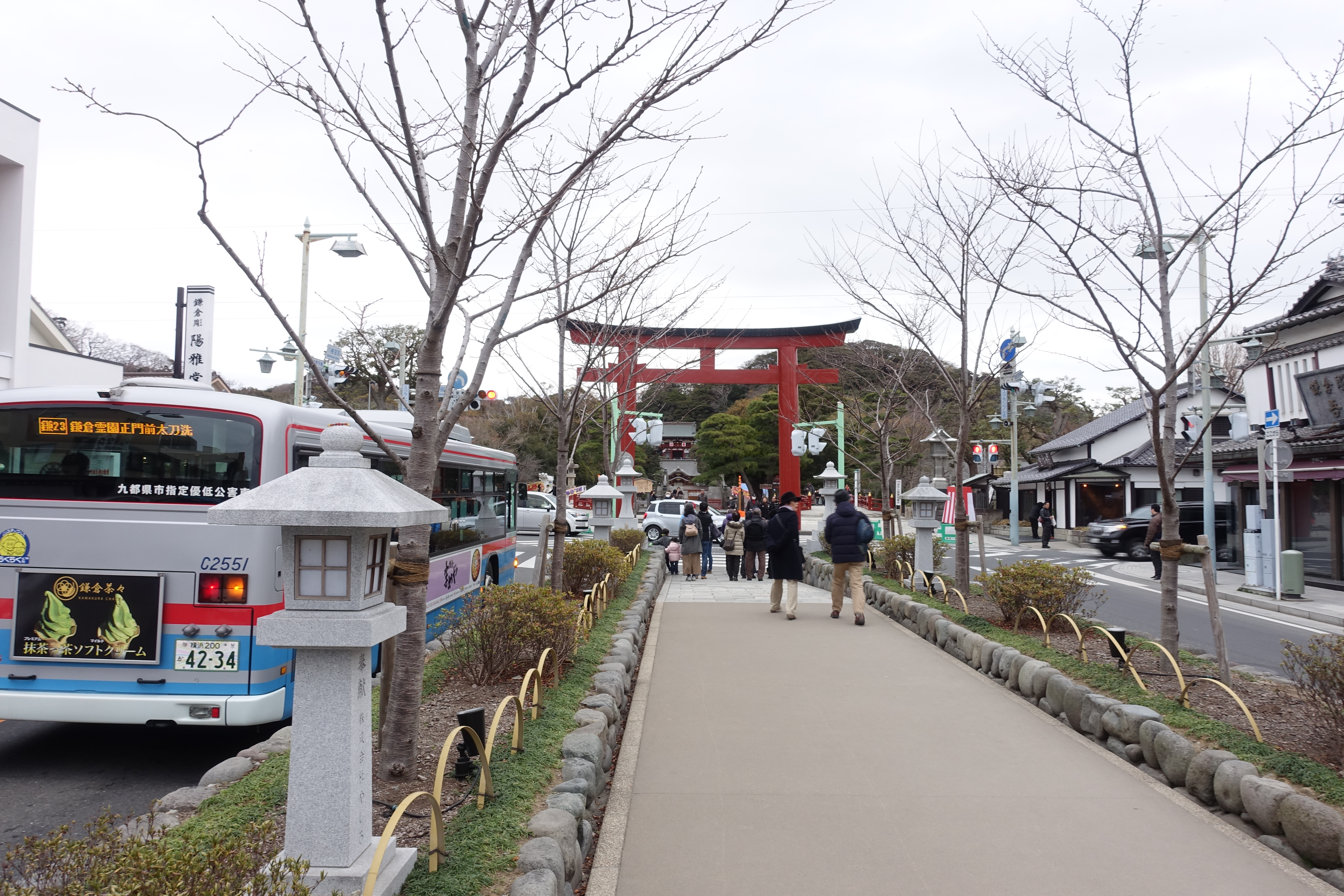
段葛（2019年1月）
平成の改修後

段葛（だんかずら）とは、神奈川県鎌倉市の鶴岡八幡宮の参道、若宮大路のなかで、二の鳥居から鶴岡八幡宮までの車道より一段高い歩道をいう。終着点には三の鳥居があり、鶴岡八幡宮の境内へと到る。神奈川県指定史跡。若宮大路は一部が国の史跡に指定されており、神奈川県道21号横浜鎌倉線の一部である。なお、段葛は鶴岡八幡宮の境内とされているため、扱いとしては神社の私道である。

## 構造
若宮大路の道の中央に、幅9メートル（5間）、高さ45センチメートル（1尺5寸）の一段高くなっている他の道路では見られない特異な構造部分を指し、両側は石を重ねて押さえてある。鎌倉時代に作られたものとみられているが、現在の段葛は中世当初に作られたものではなく、近世になってから幾度も作り直されたものである。
過去は一の鳥居からの参道であったが、横須賀線の建設により、一の鳥居から二の鳥居の間が撤去された。徳川家綱が1668年（寛文8年）に寄進した各大鳥居は白い石造だったが、1923年（大正12年）の関東大震災で崩落してしまった。各大鳥居は1936年（昭和11年）に再建された一の鳥居以外、新しい朱塗りの鉄筋コンクリート造りとなっている。なお、八幡宮境内の鶴岡幼稚園隣にある源氏池前、鳩小屋撤去後の空き地には、この時に倒壊した大鳥居の部位（二の鳥居なのか、三の鳥居なのかは不詳）が保存されている。
また、鎌倉幕府が攻め込まれるのを防ぐために、一の鳥居から鶴岡八幡宮に向かうにつれて、道幅が徐々に狭くなるようになっており、遠近法によって実際の距離より長く見えるようになっているが、この造りは改修が度々行われた現在でも踏襲されている。
段葛の方向は正確に南北ではなく、東へ約27度ずれていて、その線は鶴岡八幡宮から北方向へ伸ばすと、頼朝が何回も戦勝祈願・感謝を捧げた江戸・浅草寺へ達する。こうした配慮は後の徳川家康の久能山東照宮から富士山頂への線を北へ伸ばすと、日光東照宮へ達することにも見られる。

## 沿革

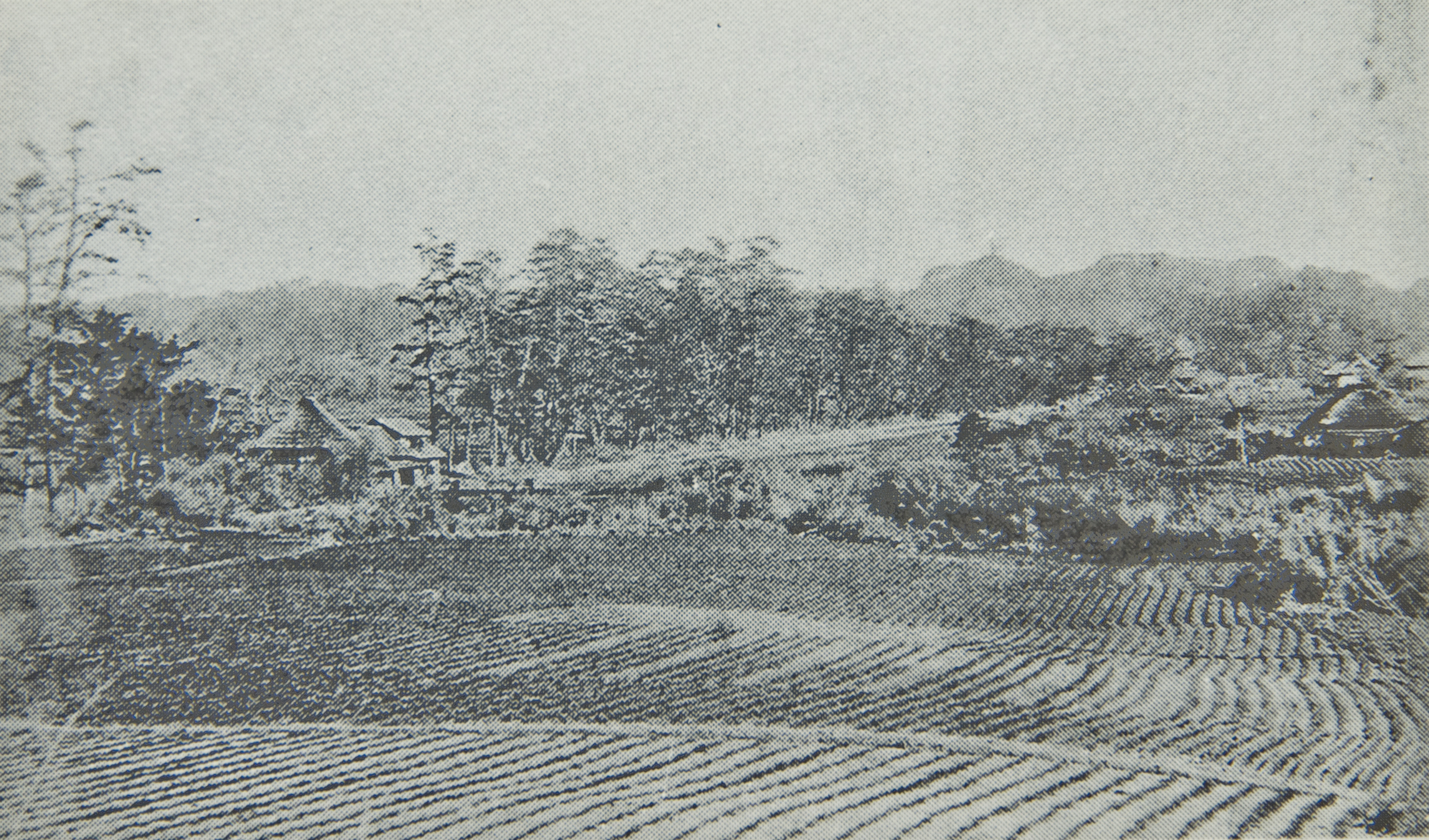
1868年の若宮大路。
撤去前の一の鳥居と二の鳥居の間（右手奥が三の鳥居）。
植樹は松並木。土手は低く、段葛に石積みが施されていないのが分かる

鎌倉時代は作道と呼ばれていた。源頼朝などの武将が鎌倉に住むにつれて山を削り、少ない平地を増やして屋敷地を造成した。そのために山の保水力が低下し、雨が降るたび若宮大路に土砂や水が流れ込み、道がぬかるんで歩き辛くなったために、道から一段高い道を建設したのが段葛である。低湿地に石を置いて整えたものであることから置道（おきみち）と呼ばれていたこともあり、特定の地位や高貴な人のための通路であったと考えられている。段葛に樹木が植えられたのは明治の中期（明治初期頃の写真には存在しない）からで、1917年（大正6年）の改修工事までは、その種類も桜（ソメイヨシノ）ではなく、梅や松であったとみられている。桜は1913年（大正2年）3月に国と県から植樹許可が下りて、158本が植えられている。
戦前の二の鳥居前には青銅製の狛犬があったが、戦中に供出されたために長年台座だけになっているとされている。だが、戦前の1935年（昭和10年）、支那事変勃発後の1938年（昭和13年）、太平洋戦争開戦後の1942年（昭和17年）の写真でも狛犬は確認されておらず、もし青銅の狛犬が実在したのなら、設置期間は極めて短期間であった可能性が高い。なお、戦後の1961年（昭和36年）にコンクリート製の狛犬が奉納されている。
戦後、1961年 - 1962年（昭和36 - 37年）にかけて改修工事が行われ、左右が土手であった段葛に初めて石積みが整備された。同時にこれまで木製だった灯籠は、石灯籠へと整備されている。
平成に入った2014年（平成26年）10月より、再び改修工事が行われ、2016年（平成28年）3月に完成した。通り初めには二代目中村吉右衛門らが参加した。石積みはかさ上げされて高くなっている。
この平成の大改修で路面は舗装され、右画像のような土剥き出しの部分はなくなり、老木化した桜も全て植え替えられ、植え込みのつつじは取り払われて、石灯籠も一新されている。また以前は花見時期や祭りの開催時には提灯による電飾が飾られたが、現在では地面下に収容可能な隠蔽式の旗竿に国旗他を掲揚するだけとなっている。段葛も左右から渡る横断通路が大きく数を減じている。
段葛には桜の木が左右に多く植えられており、春になると桜の名所として沢山の花見客が訪れる。また、段葛脇の若宮大路で人力車に乗ると風を浴びながら花を見ることもできる。

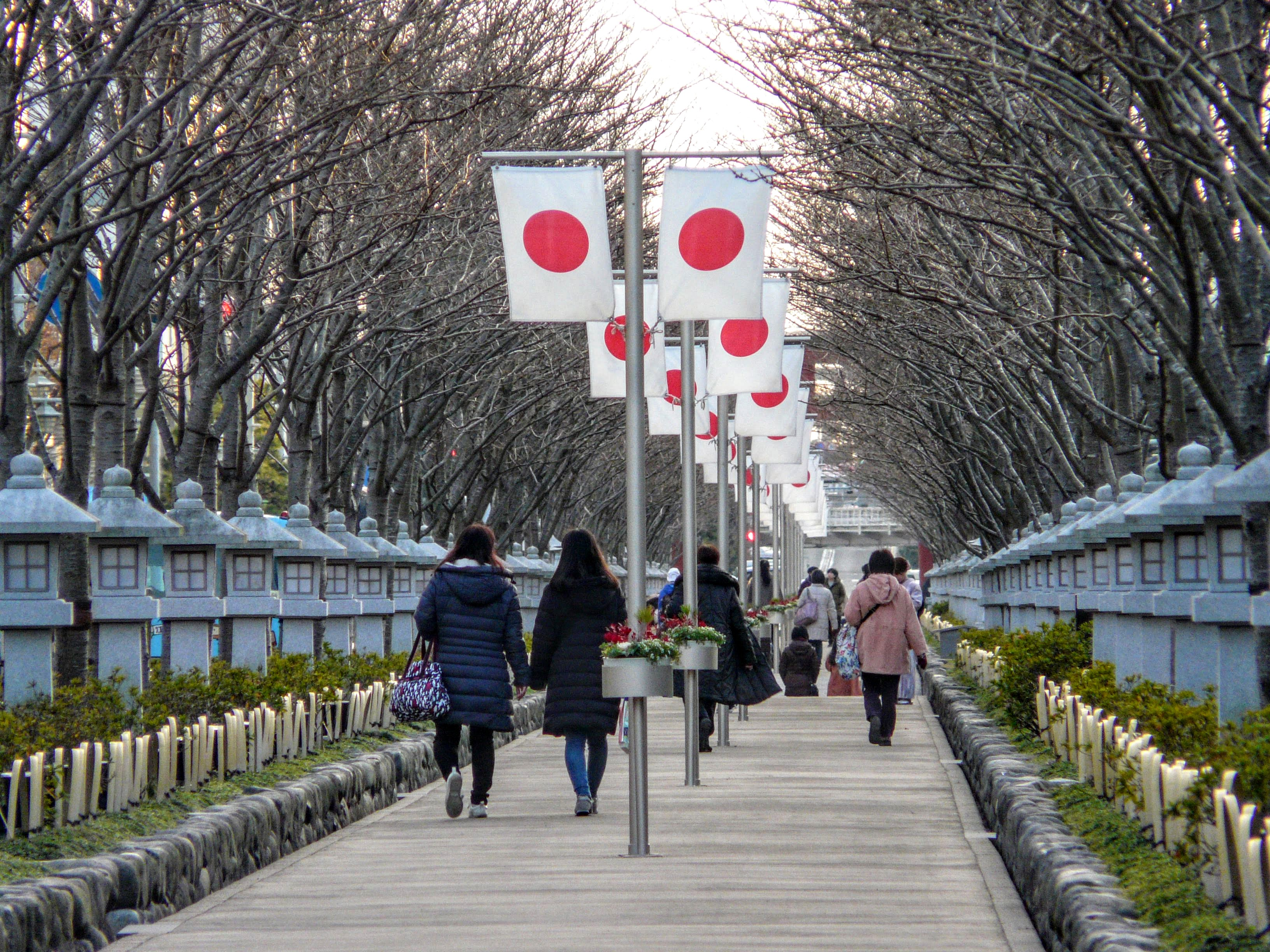
段葛（2020年1月）
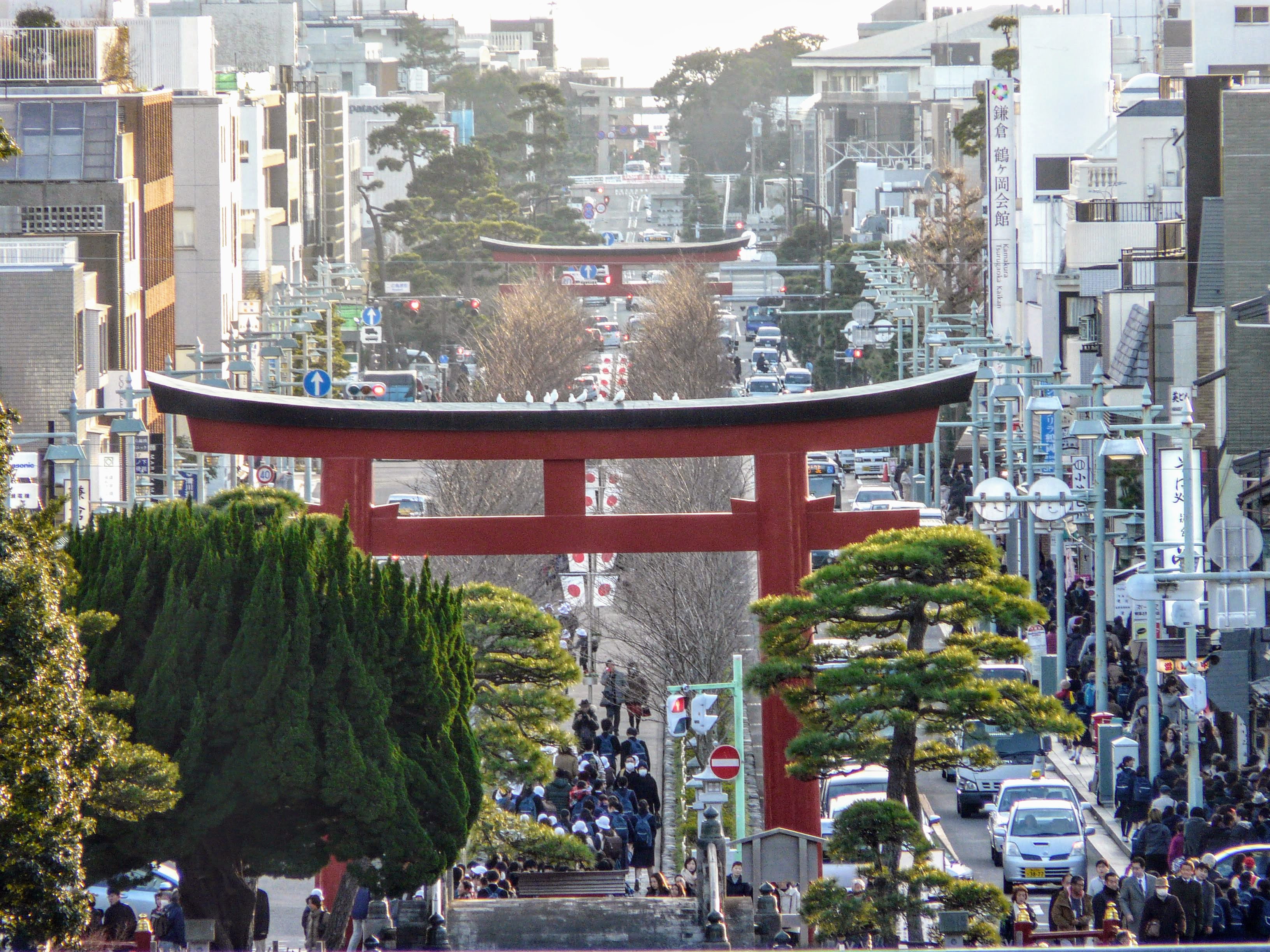
鶴岡八幡宮から見た段葛